# Jürgen Nehls (Manager)
Jürgen Klaus Nehls (* 24. Oktober 1938 in Berlin; † 14. Juli 2018 in München) war ein deutscher Manager.

## Leben
Nehls absolvierte eine Banklehre in Berlin und studierte in Amherst (Massachusetts). Er war 30 Jahre lang Mitglied der Geschäftsleitung des Münchner Banknotenherstellers Giesecke & Devrient, davon von 1985 bis zu seinem Ausscheiden Ende 2002 als Vorstandsmitglied. Er hatte maßgeblichen Anteil am Wandel des Unternehmens von einer Geldschein- und Wertpapierdruckerei hin zu einem weltweit tätigen Hightech-Unternehmen. Unter anderem war er für den Aufbau des Chipkartengeschäftes und die Internationalisierung des Unternehmens verantwortlich.
In den folgenden Jahren widmete er sich ehrenamtlichen Tätigkeiten in unterschiedlichen Gremien und Vereinen.

## Ehrungen
- 1999: Bundesverdienstkreuz 1. Klasse
- 2003: Großes Bundesverdienstkreuz
- 2003: Ehrendoktorwürde der Universität Tel Aviv
- Bayerischer Verdienstorden
- Großes Ehrenzeichen der Republik Österreich
- Medaille München leuchtet in Gold
- Staatsmedaille für besondere Verdienste um die bayerische Wirtschaft
- 2009: Großes Verdienstkreuz mit Stern der Bundesrepublik Deutschland[3][4]